# Rosenstolz
Rosenstolz é um grupo musical alemão originário de Berlim. O dueto formado por AnNa R. e Peter Plate mescla vários estilos musicais como rock e pop.
Apesar de ter nascido em 1991, o grupo alcançou o sucesso somente em 1998 com a música "Herzensschöner". Outros sucessos viriam como "Amo Vitam", "Es Könnt ein Anfang Sein", "Liebe ist Alles", "Willkommen", "Ich Bin Ich (Wir Sind Wir)".
Seus álbuns Kassengift (2000), Herz (2004) e Das Große Leben (2006) e o DVD ao vivo Das Große Leben - Live (2006) chegaram em primeiro lugar na classificação alemã (Media Control), Das Große Leben chegou em primeiro lugar também na Áustria e décimo na Suíça.
As canções são de temas sentimentais na maior parte dos casos, mas abordam outros temas como política, homossexualidade e a guerra no Iraque.

## Integrantes
- AnNa R.- Nasceu no dia 25 de dezembro de 1969 e cresceu em Berlim (Leste). Sua prova para o ingresso na escola de música de Friedrichshain foi reprovada, desde então fez trabalhos como assistente de laboratório e em uma loja de discos para poder pagar suas aulas de canto. Em 2002 se casou com Nilo Neuenhofen, que dirigiu muitos de seus videos.
- Peter Plate nasceu no dia primeiro de julho em Nova Delhi. Antes de se transferir para Berlim em 1990, viveu por muito tempo em Goslar e Braunschweig. Antes de formar o grupo, escreveu algumas canções e entregou a alguns amigos que lhe deram pouca importância. Vive com Ulf Leo Sommer que também compõe canções para o grupo.

## Discografia
Veja a seguir a listagem da discografia da banda.
| - 1992 Soubrette werd' ich nie - 1994 Nur einmal noch - 1995 Mittwoch is’ er fällig - 1996 Objekt der Begierde - 1997 Die Schlampen sind müde - 1999 Zucker - 2000 Kassengift - 2002 Macht Liebe - 2004 Herz - 2006 Das große Leben - 2008 Die Suche geht weiter - 2009 Die Suche geht weiter - live - 2011 Wir sind am Leben | - 1995 Sanfte Verführer' - 1997 Raritäten (Kompilation) - 1998 Alles Gute - Das Beste von 92 bis 98 - 1999 Raritäten II - 2000 Stolz der Rose - das Beste und mehr - 2003 Ohne Worte – Die Karaoke-CD - 2003 Kuss der Diebe — Producers Master Cut - 2004 Erwarten se nix — Producers Master Cut - 2005 Wenn du aufwachst — Producers Master Cut - 2006 Mondkuss — Producers Master Cut - 2007 Soubrette werd' ich nie - 2008 Traum Vom Fliegen |

### Vídeos (VHS/DVD/CD)
- 1999 Zuckerschlampen live CD
- 2001 Die Videos 1995 - 2001 VHS/DVD
- 2003 Live aus Berlin DVD/CD
- 2004 Herz DVD
- 2004 Willkommen in unserer Welt DVD
- 2006 Das große Leben live DVD/CD
- 2009 Die Suche Geht Weiter - Live DVD/CD

### Singles
Visão geral dos hits mais conhecidos e de sucesso da Rosenstolz:
- 1992 "Ich geh auf Glas"
- 1993 "Schlampenfieber"
- 1994 "Nur einmal noch"
- 1994 "Kuss der Diebe"
- 1995 "Mittwoch is' er fällig"
- 1995 "Lachen"
- 1996 "Sex im Hotel"
- 1997 "Ich stell mich an die nächste Wand (Monotonie)" / "Die Schlampen sind müde"
- 1998 "Königin" / "Herzensschöner"
- 1998 "Nur einmal noch'98"
- 1999 "Perlentaucher"
- 1999 "Fütter deine Angst"" / "Ja, ich will" (canção de casamento com Hella von Sinnen)
- 2000 "Kinder der Nacht"
- 2000 'Total Eclipse" (com Marc Almond) / "Die schwarze Witwe" (com Nina Hagen)
- 2001 "Es könnt' ein Anfang sein"
- 2002 "Sternraketen" / "Macht Liebe"
- 2002 "Es tut immer noch weh"
- 2003 "Was kann ich für eure Welt"
- 2004 "Liebe ist alles"
- 2004 "Ich will mich verlieben"
- 2004 "Willkommen" / "Der größte Trick"
- 2004 "Ich komm an dir nicht weiter"
- 2006 "Ich bin ich [Wir sind wir]"
- 2006 "Nichts von alledem [tut mir leid]"
- 2006 "Ich geh in Flammen auf" / "Das Glück liegt auf der Straße"
- 2006 "Auch im Regen" / "Mein Sex"
- 2007 "Aus Liebe wollt ich alles wissen"
- 2007 "Die Singles 92-07 - 44 Singles in einer Box"
- 2008 "Gib mir Sonne"
- 2008 "Wie weit ist vorbei"
- 2009 "Blaue Flecken"